# Protocerberus schminkei
Protocerberus schminkei là một loài chân đều trong họ Microcerberidae. Loài này được Wägele miêu tả khoa học năm 1983.